# Андреевка (Ямадинский сельсовет)
Андре́евка (баш. Андреевка) — село в Янаульском районе Республики Башкортостан Российской Федерации. Входит в состав Ямадинского сельсовета.

## География

### Географическое положение
Село расположено на правом берегу реки Уман-гора. Расстояние до:
- районного центра (Янаул): 37 км,
- центра сельсовета (Ямады): 3 км,
- ближайшей ж/д станции (Янаул): 37 км.

## История
Деревня основана в 1627 году ясачными удмуртами на территории Казанской дороги.
В 1748 году их учтено 47 душ мужского пола. В 1795 году — 46 мужчин и 46 женщин.
В 1834 году VIII ревизией учтено 24 двора, 69 мужчин и 79 женщин. Они имели 630 десятин пашни, 84 лошади, 108 коров, 77 овец, 120 коз. Была водяная мельница.
В 1870 году — деревня Андреева (Нукратова) 2-го стана Бирского уезда Уфимской губернии, 41 двор и 280 жителей (139 мужчин и 141 женщина) удмуртов. Жители занимались сельским хозяйством, пчеловодством, извозом.
В 1896 году в деревне Андреева (Нократ) Кызылъяровской волости VII стана Бирского уезда — 74 двора и 450 жителей (226 мужчин, 224 женщины).
В 1906 году — 537 человек, кузница, обдирка, бакалейная лавка.
По данным подворной переписи, проведённой в уезде в 1912 году, деревня входила в состав Андреевского сельского общества Кызылъяровской волости. В деревне имелось 95 хозяйств припущенников, где проживало 605 человек (307 мужчин, 298 женщин). Количество надельной земли составляло 822 казённые десятины (из неё 6 десятин сдано в аренду), в том числе 710 десятин пашни и залежи, 47,3 десятины леса, 24 десятины сенокоса, 20 десятин усадебной земли, 14 — неудобной земли и 6,7 — выгона. Также 461,67 десятин земли было арендовано (в основном коллективно). Посевная площадь составляла 850,98 десятин, из неё 43,25 % занимала рожь, 33,05 % — овёс, 14,9 % — греча, 3,2 % — конопля, 3,15 % — просо, 1,9 % — горох, остальные культуры занимали 0,6 % посевной площади. Из скота имелось 272 лошади, 235 голов КРС, 505 овец и 11 коз. 2 человека занимались промыслами.
В 1920 году по официальным данным в деревне той же волости 103 двора и 542 жителя (239 мужчин, 303 женщины), по данным подворного подсчета — 515 удмуртов, 76 татар и 3 русских в 105 хозяйствах.
В 1926 году деревня относилась к Кызылъяровской волости Бирского кантона Башкирской АССР.
В 1939 году в деревне Андреевка Четырмановского сельсовета Янаульского района — 541 житель (238 мужчин, 303 женщины).
В 1951 году Четырмановский сельсовет был включен в состав Ямадинского.
В 1959 году в селе Андреевка Ямадинского сельсовета — 547 жителей (230 мужчин, 317 женщин), в 1970-м — 627 человек (266 мужчин, 361 женщина).
В 1979 году — 544 человека (234 мужчины, 310 женщин), в 1989-м — 439 жителей (196 мужчин, 243 женщины).
В 2002 году — 380 человек (181 мужчина, 199 женщин), удмурты (87 %).
В 2010 году — 357 человек (166 мужчин, 191 женщина).
Имеются сельский клуб, фельдшерско-акушерский пункт, до недавнего времени действовала начальная школа.

## Население
| 2002 | 2009 | 2010 |
| ---- | ---- | ---- |
| 380  | ↗387 | ↘357 |